# NOB C 3/3
Die Schweizerische Nordostbahn (NOB) beschaffte von 1867 bis 1895 insgesamt 34 Schlepptenderdampflokomotiven des Typs C 3/3, welche von drei verschiedenen Herstellern geliefert wurden.

## Hersteller

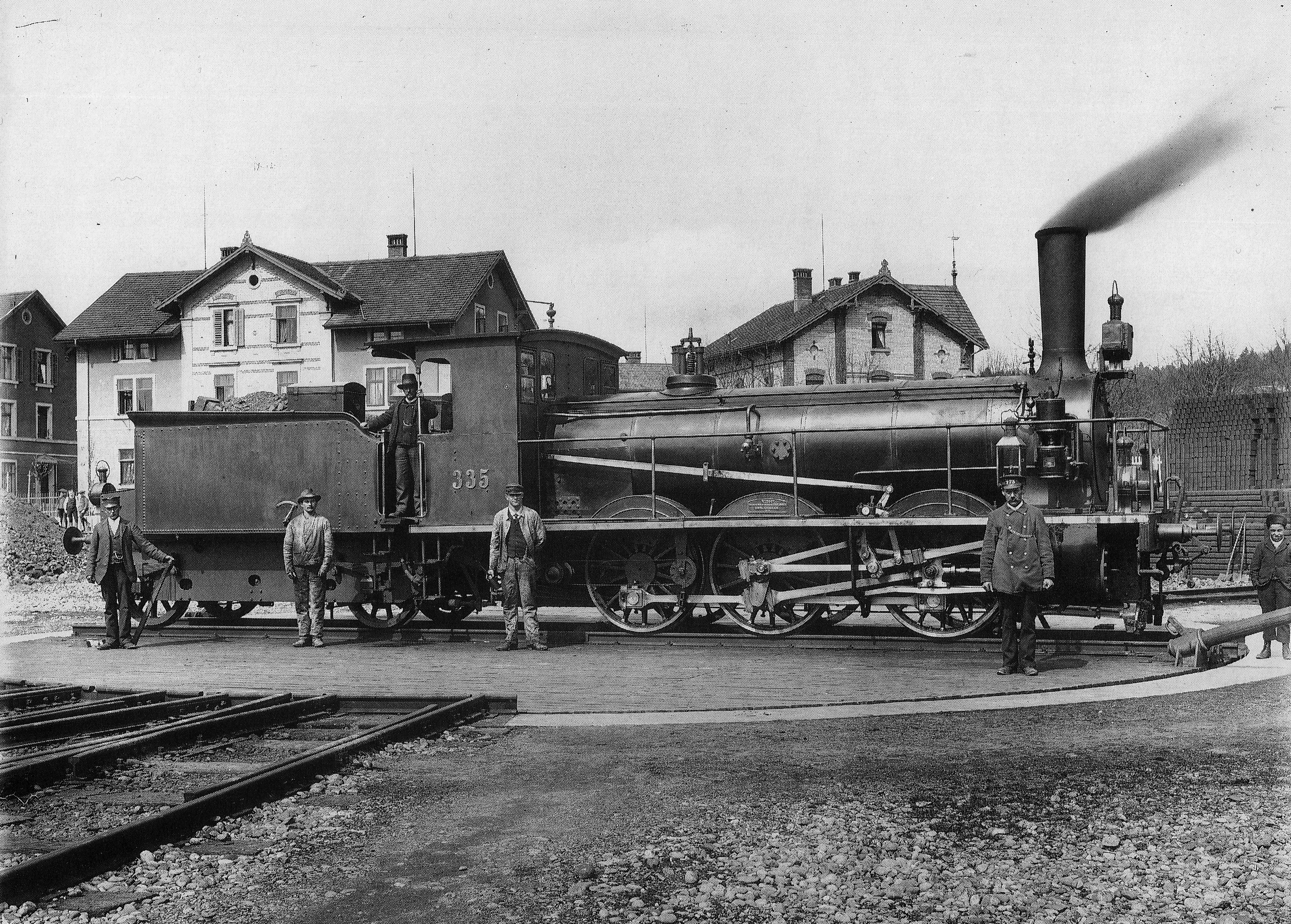
C 3/3 Nr. 335, Esslinger Ausführung nach Kesselersatz, zwischen 1895 und 1902 im Depot Winterthur

Die ersten sechs Maschinen wurden 1867 von der StEG in Wien bezogen, der Kaufpreis wurde mit 53 400 Schweizer Franken angegeben.

Die nächsten 24  Maschinen stammten von der Maschinenfabrik Esslingen und wurden zwischen 1873 und 1876 in drei Serien geliefert (1873 6 Maschinen, 1875 8 Maschinen, 1876 10 Maschinen). Der Kaufpreis lag zwischen 76 000 und 83 300 Schweizer Franken.

Die letzten vier Maschinen wurden 1889 von der Schweizerischen Lokomotiv- und Maschinenfabrik (SLM) in Winterthur hergestellt, der Stückpreis betrug 47 500 Schweizer Franken.
Die Nachfolgerin dieser Lokomotive war die NOB D 3/3.

## Technisches
Die Lokomotiven vom Typ Bourbonnais wurden für den Güterzugsdienst angeschafft, waren aber mit einer Höchstgeschwindigkeit von 55 km/h auch zum Befördern von gemischten Zügen geeignet. Der Achsstand betrug 3270 mm, und alle Achsen befanden sich vor der Feuerbüchse. Der Kessel war als Longboiler ausgeführt, so dass sich nach vorne ein Überhang von rund 2000 mm und nach hinten von rund 2500 mm ergab. Der Kessel hatte keinen Dampfdom, sondern ein Dampfsammelrohr über die ganze Kessellänge. Der Kessel lag 1950 mm über der Schienenoberkante. Bei den ersten sechs Maschinen war er aus Stahlblech hergestellt, das viel zu unelastisch war, so dass bereits 1872/1873 die Kessel ersetzt werden mussten. Diese Ersatzkessel und die neuen Kessel der Esslinger Maschinen waren nach der Bauart Maey ankerlos mit schräger Rauchkammerrohrwand ausgeführt. Auch diese bewährten sich nicht und mussten ab 1888 ersetzt werden.

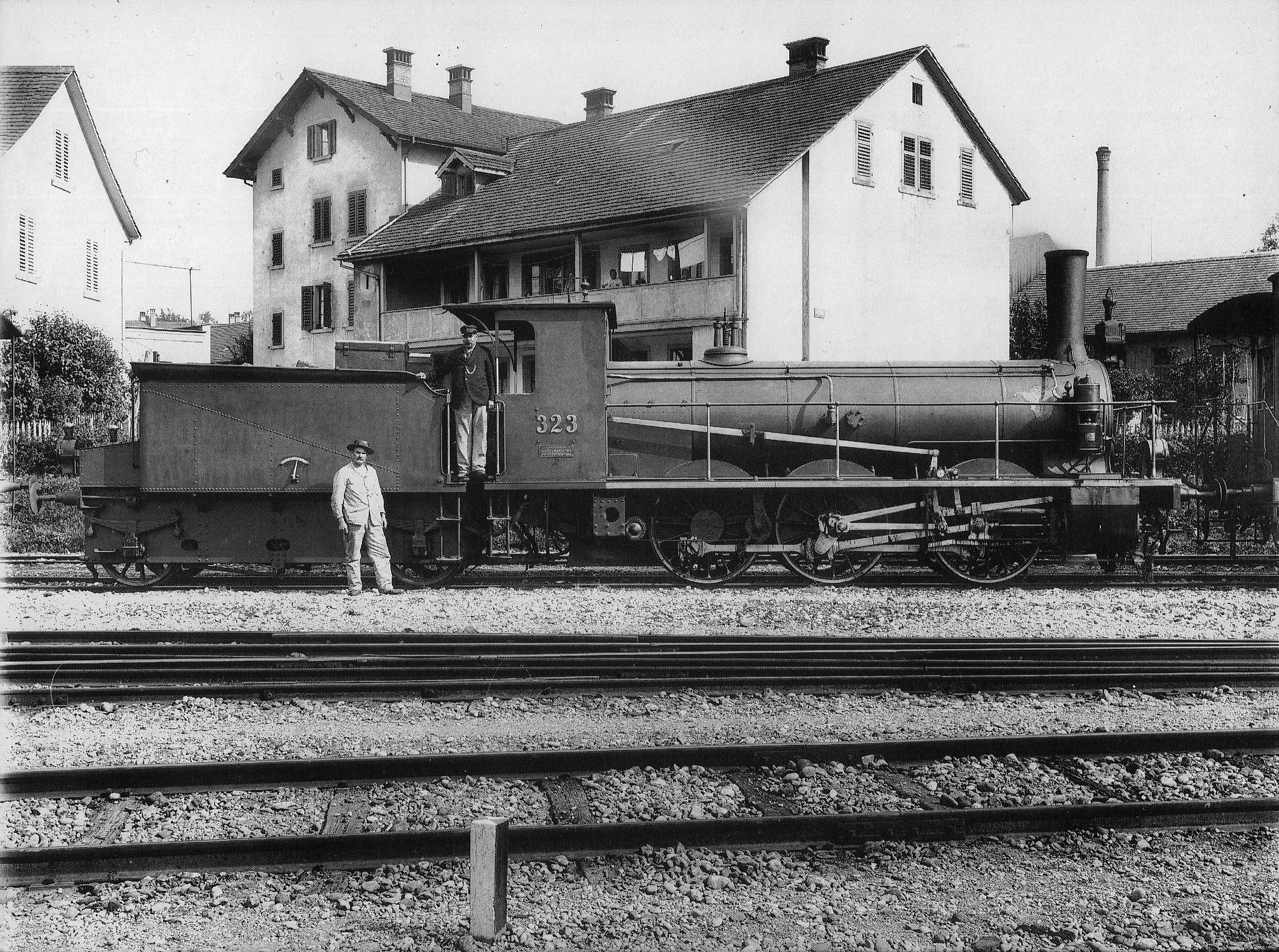
Lokomotive Nr. 323, gebaut von SLM, aufgenommen im Bahnhof Winterthur Töss

Das Ramsbottom-Sicherheitsventil befand sich auf dem Mannslochdeckel über der Feuerbüchse. Der Drehschieberregulator befand sich in der Rauchkammer und wurde durch einen senkrechten Hebel an der Kesselrückwand betätigt. Das Laufwerk war in einem 30 mm starken Innenrahmen mit vielen Querversteifungen gelagert. Die Federung bestand aus vier über den Lagern der ersten und zweiten Achse mit Längshebel verbundenen Längsfedern sowie einer umgekehrten auf den Lagern der dritten Achse aufliegenden Querfeder. Weil das Aussentriebwerk auf die zweiten Achse wirkte, war diese um 175 mm zu der Hinterachse gerückt, um eine bessere Stangenlänge zu erzielen. Die Steuerung war in der Bauart Allan ausgebildet, die ersten noch mit vollen Exzentern, die übrigen mit Exzenterkurbeln sowie Taschenkulisse. Die Umsteuerung erfolgte mit Schraube und Rad. Die Kolbenstangen waren ursprünglich nicht durchgeführt, was nach dem Kesselersatz bei den Maschinen von Esslingen und SLM geändert wurde.
Die Maschinen besassen als erste der NOB ein umlaufendes Geländer um den Kessel sowie eine Stirnwandtüre im Führerhaus. Es war keine Gegendruckbremse eingebaut. Der Sandkasten befand sich zwischen dem Rahmen. Der Tender war mit einer 8-klötzigen Spindelbremse ausgerüstet. Auf diese Bremsklötze wirkte auch die ab 1893 eingebaute Westinghouse-Bremse. Beim Tender handelte es sich um einen typischen NOB-Tender mit langem Achsstand. Ab 1894 wurden die Maschinen mit einer Einrichtung für Dampfheizung sowie einem Geschwindigkeitsmesser der Bauart Klose nachgerüstet.
| NOB bis 1879 | NOB 1879–1895 | NOB 1895–1902 | SBB ab 1902 | Fabrik- nummer | Baujahr | Hersteller | 2. Kessel | Ausrangiert | Bemerkungen |
| ------------ | ------------- | ------------- | ----------- | -------------- | ------- | ---------- | --------- | ----------- | ----------- |
| 50           | 121           | –             | –           | 794            | 1867    | StEG       | 1872      | 1892        |             |
| 51           | 122           | –             | –           | 795            | 1867    | StEG       | 1872      | 1892        |             |
| 52           | 123           | –             | –           | 796            | 1867    | StEG       | 1872      | 1892        |             |
| 53           | 124           | –             | –           | 797            | 1867    | StEG       | 1873      | 1893        |             |
| 54           | 125           | –             | –           | 798            | 1867    | StEG       | 1873      | 1893        |             |
| 55           | 126           | –             | –           | 799            | 1867    | StEG       | 1873      | 1892        |             |
| 79           | 127           | 327           | 2425        | 1263           | 1873    | Esslingen  | 1893      | 1912        |             |
| 80           | 128           | 328           | 2426        | 1264           | 1873    | Esslingen  | 1893      | 1916        | d           |
| 81           | 129           | 329           | 2427        | 1265           | 1873    | Esslingen  | 1891      | 1912        |             |
| 82           | 130           | 330           | 2428        | 1266           | 1873    | Esslingen  | 1889      | 1911        |             |
| 83           | 131           | 331           | 2429        | 1267           | 1873    | Esslingen  | 1888      | 1909        |             |
| 84           | 132           | 332           | 2430        | 1268           | 1873    | Esslingen  | 1892      | 1916        | d           |
| 85           | 133           | 333           | 2431        | 1445           | 1875    | Esslingen  | 1892      | 1913        |             |
| 86           | 134           | 334           | 2432        | 1446           | 1875    | Esslingen  | 1889      | 1912        |             |
| 87           | 135           | 335           | 2433        | 1447           | 1875    | Esslingen  | 1891      | 1911        |             |
| 88           | 136           | 336           | 2434        | 1448           | 1875    | Esslingen  | 1889      | 1912        |             |
| 89           | 137           | 337           | 2435        | 1449           | 1875    | Esslingen  | 1900      | 1912        |             |
| 90           | 138           | 338           | 2436        | 1450           | 1875    | Esslingen  | 1893      | 1916        | d           |
| 91           | 139           | 339           | 2437        | 1451           | 1875    | Esslingen  | 1889      | 1912        |             |
| 92           | 140           | 340           | 2438        | 1452           | 1875    | Esslingen  | 1888      | 1911        |             |
| 93           | 141           | 341           | 2439        | 1502           | 1876    | Esslingen  | –         | 1908        |             |
| 94           | 142           | 342           | 2440        | 1503           | 1876    | Esslingen  | 1891      | 1913        |             |
| 95           | 143           | 343           | 2441        | 1504           | 1876    | Esslingen  | 1890      | 1911        |             |
| 96           | 144           | 344           | 2442        | 1505           | 1876    | Esslingen  | 1888      | 1911        |             |
| 161 a        | 145           | 345           | 2443        | 1506           | 1876    | Esslingen  | 1892      | 1913        | c           |
| 162 a        | 146           | 346           | 2444        | 1507           | 1876    | Esslingen  | 1894      | 1911        | c           |
| 163 a        | 147           | 347           | 2445        | 1543           | 1876    | Esslingen  | 1900      | 1916        | c,d         |
| 164 a        | 148           | 348           | 2446        | 1544           | 1876    | Esslingen  | 1894      | 1916        | c,d         |
| 165 a        | 149           | 349           | 2447        | 1545           | 1876    | Esslingen  | 1892      | 1916        | d           |
| 166 a        | 150           | 350           | 2448        | 1546           | 1876    | Esslingen  | 1891      | 1916        | d           |
| –            | 151           | 323 b         | 2421        | 571            | 1889    | SLM        | –         | 1916        | d           |
| –            | 152           | 324 b         | 2422        | 571            | 1889    | SLM        | –         | 1916        | d           |
| –            | 153           | 325 b         | 2423        | 571            | 1889    | SLM        | –         | 1916        | d           |
| –            | 154           | 326 b         | 2424        | 571            | 1889    | SLM        | –         | 1916        | d           |

Bemerkungen zur Tabelle:

a Laut Verzeichnis von 1875 waren die Nummern 137–142 vorgesehen.

b Wurden anlässlich der Umnummerierung 1895 an den Anfang der Nummerierung gesetzt, und dann auch in dieser Reihenfolge bei den SBB eingestellt.

c Die Nummern 145–148 waren 1880 an die Zürich-Zug-Luzern-Bahn vermietet und dann verkauft worden, sie behielten dort die gleichen Nummern. Als die Bahn 1892 von der NOB übernommen wurde, kamen die Lokomotiven wieder in den Bestand der NOB.

d Verkauf an k.u.k Heeresverwaltung, 1918 an MÁV unter Beibehaltung der SBB-Nummern.

## Betriebliches
Die Maschinen waren bei den SBB dem Kreis III zugeteilt, den Unterhalt erledigten die Werkstätte Zürich und teilweise Rorschach.